# Episodi di Inazuma Eleven Orion no kokuin
Questa è la lista degli episodi della serie anime Inazuma Eleven: Orion no Kokuin, sesta della saga di Inazuma Eleven. È iniziata dopo la fine della serie Inazuma Eleven Ares e viene trasmessa in Giappone su TV Tokyo dal 5 ottobre 2018. È inedita in Italia.

## Episodi
| Nº | Giapponese 「Kanji」 - Rōmaji                                           | In onda           | In onda |
| Nº | Giapponese 「Kanji」 - Rōmaji                                           | Giapponese        |         |
| 1  | 「世界への門」 - Sekai e no mon                                         | 5 ottobre 2018    |         |
| 2  | 「失われた最終兵器」 - Ushinawareta saishū heiki                        | 12 ottobre 2018   |         |
| 3  | 「刻印を持つ者」 - Kokuin o motsu mono                                  | 19 ottobre 2018   |         |
| 4  | 「笑う一星」 - Warau ichihoshi                                          | 26 ottobre 2018   |         |
| 5  | 「トロイの木馬」 - Toroi no mokuba                                      | 2 novembre 2018   |         |
| 6  | 「鬼道の反撃」 - Kidō no hangeki                                        | 9 novembre 2018   |         |
| 7  | 「仕組まれた罠」 - Shikumareta wana                                     | 16 novembre 2018  |         |
| 8  | 「イナズマジャパン最大の危機」 - Inazuma Japan saidai no kiki           | 30 novembre 2018  |         |
| 9  | 「皇帝の帰還」 - Kōtei no kikan                                         | 14 dicembre 2018  |         |
| 10 | 「皇帝の逆襲」 - Kōtei no gyakushū                                      | 21 dicembre 2018  |         |
| 11 | 「皇帝のシナリオ」 - Kōtei no shinario                                  | 28 dicembre 2018  |         |
| 12 | 「一星、最後の選択」 - Ichihoshi, saigo no sentaku                      | 11 gennaio 2019   |         |
| 13 | 「ジャパン、新たな輝き」 - Japan, aratana kagayaki                      | 18 gennaio 2019   |         |
| 14 | 「キラキラ☆サッカーボーイ」 - Kirakira☆Sakkā Bōi                        | 25 gennaio 2019   |         |
| 15 | 「趙金雲の弟子」 - Chō kin Un no deshi                                  | 1º febbraio 2019  |         |
| 16 | 「俺はチームの中に」 - Ore wa chīmu no naka ni                          | 8 febbraio 2019   |         |
| 17 | 「驚愕のトリプルキーパー」 - Kyōgaku no toripuru kīpā                   | 15 febbraio 2019  |         |
| 18 | 「剛陣、フィールドに立つ」 - Gōjin, fīrudo ni tatsu                     | 22 febbraio 2019  |         |
| 19 | 「目指せ、大舞台！」 - Mezase, daibutai!                                | 1º marzo 2019     |         |
| 20 | 「新たなる旅立ちの宴」 - Aratanaru tabidachi no utage                   | 8 marzo 2019      |         |
| 21 | 「大海への想いを馳せて」 - Taikai e no omoi o hasete                    | 15 marzo 2019     |         |
| 22 | 「ビバ！世界上空」 - Biba! Sekai jōkū                                   | 22 marzo 2019     |         |
| 23 | 「世界の壁」 - Sekai no kabe                                            | 29 marzo 2019     |         |
| 24 | 「ロシアを歩こう」 - Roshia o arukō                                     | 5 aprile 2019     |         |
| 25 | 「立ちはだかる巨神」 - Tachihadakaru kyoshin                            | 12 aprile 2019    |         |
| 26 | 「ジェネラルの煌めき」 - Jeneraru no kirameki                           | 19 aprile 2019    |         |
| 27 | 「明日人！勝利に向かって走れ！」 - Asuto! Shōri ni mukatte hashire!     | 26 aprile 2019    |         |
| 28 | 「一之瀬、クーデターに沈む」 - Ichinose, kūdetā ni shizumu              | 3 maggio 2019     |         |
| 29 | 「アフロディ降臨」 - Afurodi kōrin                                      | 10 maggio 2019    |         |
| 30 | 「神の目」 - Kami no me                                                 | 17 maggio 2019    |         |
| 31 | 「GGG線上のアリア」 - Jījījī Senjō no Aria                              | 24 maggio 2019    |         |
| 32 | 「甦れ！フェニックス」 - Yomigaere! Fenikkusu                           | 31 maggio 2019    |         |
| 33 | 「消えた明日人」 - Kieta Asuto                                          | 7 giugno 2019     |         |
| 34 | 「衝撃の追加メンバー」 - Shōgeki no tsuika menbā                        | 14 giugno 2019    |         |
| 35 | 「華麗なフロイ」 - Karei na Furoi                                       | 21 giugno 2019    |         |
| 36 | 「孤独なフロイ」 - Kodoku na Furoi                                      | 28 giugno 2019    |         |
| 37 | 「黒いバンダナの戦士」 - Kuroi Bandana no Senshi                        | 5 luglio 2019     |         |
| 38 | 「オリオンの真実」 - Orion no Shinjitsu                                 | 12 luglio 2019    |         |
| 39 | 「アルテミスの矢」 - Artemisu no Ya                                     | 19 luglio 2019    |         |
| 40 | 「兄と弟」 - Ani to Otouto                                              | 26 luglio 2019    |         |
| 41 | 「アツい奴らが来た」 - Atsui Yatsura ga Kita                            | 2 agosto 2019     |         |
| 42 | 「小さな空の下」 - Chiisana Sora no Shita                               | 9 agosto 2019     |         |
| 43 | 「あのサッカーをやろう」 - Ano Sakkaa wo Yarō                           | 16 agosto 2019    |         |
| 44 | 「魔女の軍団」 - Majo no Gundan                                         | 23 agosto 2019    |         |
| 45 | 「毒リンゴの方程式」 - Doku Ringo no Houteishiki                        | 30 agosto 2019    |         |
| 46 | 「吠えろ！ラストリゾート」 - Hoero! Rasuto Risooto                      | 6 settembre 2019  |         |
| 47 | 「最終決戦の日 それは始まった」 - Saishū Kessen no Hi Sore ha Hajimatta | 13 settembre 2019 |         |
| 48 | 「世界よ その手をつなげ」 - Sekaiyo Sono te wo Tsunage                  | 20 settembre 2019 |         |
| 49 | 「フィールドの向こうに明日が来る」 - Fīrudo no Mukouni Ashita ga Kuru   | 27 settembre 2019 |         |